# Operazione Gatto
Operazione Gatto (That Darn Cat) è un film commedia del 1997 diretto da Bob Spiers.
Si tratta di un remake del film F.B.I. - Operazione gatto (1965), a sua volta basato sul libro Il Gatto sotto copertura (Undercover Cat) scritto dai The Gordons e pubblicato nel 1963.

## Trama
La giovane Patti è una annoiata adolescente che vive a Edgefield, cittadina di provincia poco lontana da Boston. Stufa della monotonia quotidiana, si appassiona ad un caso di cronaca nera: il rapimento della domestica del noto milionario Flint.
Quando il suo gatto porta a casa un orologio con la scritta 'help', la ragazza si convince che appartenga alla donna rapita, e cerca di convincere l'FBI a seguire la traccia. Con l'aiuto dell'imbranato agente Kelso, Patti riuscirà a rintracciare e salvare la sequestrata, e scoprirà anche vizi e segreti dei suoi strambi concittadini

## Distribuzione
In Italia, il film è stato trasmesso dalla Rai e distribuito in DVD.

### Edizione italiana
Il doppiaggio italiano del film è stato effettuato presso la Royfilm con la partecipazione della SEFIT-CDC e curato da Marco Mete.

## Accoglienza

### Incassi
Il film ha incassato 18.301.610 dollari negli Stati Uniti, risultando sesto nella classifica dei film più visti durante il fine settimana d'apertura.

### Critica
Il film, a differenza della pellicola originale, riceve valutazioni generalmente negative: ottiene il 15% delle recensioni positive sul sito Rotten Tomatoes, con un voto medio di 4 su 10 basato su 15 critiche professionali; sul database di informazioni cinematografiche IMDb ottiene un punteggio di 4,6 su 10, basato su 3.660 voti.